# Свентокшиське воєводство
Свентокшиське воєводство (пол. województwo świętokrzyskie) — воєводство, розташоване на південному сході Польщі. Центром і найбільшим містом є місто Кельце. Утворене 1999 року.
Населення 1291 тисяч осіб (2003).

## Історія
Після перемоги Наполеона Бонапарта у Війні четвертої коаліції і польського повстання, територія Південної Пруссії увійшла до складу Варшавського герцогства, французької клієнтської держави, згідно з рішеннями Тільзитського миру від 1807. Після Віденського конгресу в 1815 році її розділили прусське Велике герцогство Познанське і Королівство (Царство) Польське (у складі Російської імперії).
У 1918—1919 роках на території сучасного воєводства існувала Тарнобжезька республіка.  14 серпня 1919 року на підставі тимчасового акту адміністративних поділу утворили Келецьке воєводство з адміністративним центром у місті Кельцях. Воєводство включало землі колишні губернії Кельце та Радом разом із Давбровським та Ченстоховським повітами. Після окупації Польщі німецькими військами у 1939 році регіон був доданий до генерал-губернаторства і відновлений у 1945 році, яке проіснувало до розподілу в 1975 року, та до розподілу в 1998 році.  Під час адміністративної реформи у 1999 році воєводство було ліквідоване, зі значної частини якої було утворене Свентокшиське воєводство зі столицею в Кєльці, а решта території відійшли до Малопольського воєводства.

## Огляд
Утворене 1999 року.
Одне з найменших польських воєводств, переважно з малими містечками та селами, що затиснулося між Мазовією і південною Малопольщою.
Столиця Свєнтокшиського воєводства — місто Кельце.
На території воєводства розташовані Свентокшиський національний парк, Надніденський ландшафтний парк та інші природоохоронні території, зокрема пам'ятка природи Дуб «Бартек».

## Міста з населенням від 50 000
| Місто                    | Населення | Площа      |
| ------------------------ | --------- | ---------- |
| Кельце                   | 208 193   | 109,45 км² |
| Островець-Свентокшиський | 74 211    | 46,41 км²  |
| Стараховіце              | 53 337    | 31,83 км²  |
| Скаржисько-Каменна       | 49 416    | 64,16 км²  |